# Tamara Yerofeeva
Tamara Yerofeyeva, née le 4 mars 1982, est une gymnaste rythmique ukrainienne. Elle a été championne du monde en 2001 au championnat du monde de gymnastique rythmique à Madrid, en Espagne.Tamara a concouru pour l'équipe nationale d'Ukraine de 1996 à 2004, elles ont remporté près de 300 médailles pour l'Ukraine lors de nombreuses compétitions.

## Carrière
En 2001, alors que Tamara a 19 ans, elle devient membre de l'équipe olympique nationale d'Ukraine. Elle a été quatre fois championne du monde et quatre fois de la coupe du monde, sept fois médaillée d'argent au championnat d'Europe, et quatre fois médaillée d'or. Elle termine sixième lors des Jeux-Olympiques en 2000 à Sydney.
Tamara Yerofeyeva se retire de la compétition en 2004. Elle fait ensuite partie de la troupe du Cirque du Soleil avec Yulia Raskina de 2005 à 2007. 
Aujourd'hui elle vit à Las Vegas et fait partie de deux spectacles, "V The Ultimate Variety Show" et "VEGAS!-The Show".

## Vie personnelle
Tamara Yerofeyeva est mariée à Stoyan Metchkarov, avec qui elle a un enfant nommé Alexander.

## Musiques des épreuves
| Année | Engins  | Titres des musiques |
| ----- | ------- | --- |
| 2004  | Cerceau | Musique du film Pirate des Caraïbes de Klaus Badelt                                                                    |
| 2004  | Ballon  | Musique du film The Life of David Gale                                                                                 |
| 2004  | Massues | El Tango de Roxanne musique de Moulin Rouge d'Ewan McGregor & Jose Feliciano & Jacek Koman                             |
| 2004  | Ruban   | Final de l'acte 1 Mort de Giselle, musique de Scène d'amour de Giselle par Adolphe Adam                                |
| 2003  | Cerceau | Baba Yaga musique Pictures from an Exhibition de Modest Petrovich Mussorgsky                                           |
| 2003  | Ballon  | Spring Love de Giovanni Marradi                                                                                        |
| 2003  | Massues | El Tango de Roxanne musique de Moulin Rouge d'Ewan McGregor & Jose Feliciano & Jacek Koman                             |
| 2003  | Ruban   | The Apartment / At the Bank / Hotel Regina musique du film The Bourne Identity de John Powell                          |
| 2002  | Cerceau | Barbarian Horde, The Battle musique du film Gladiator de Hans Zimmer                                                   |
| 2002  | Corde   | Tribal War musique du film Black Hawk Down de Hans Zimmer                                                              |
| 2002  | Massues | In the Tunnels / Hummell Gets the Rockets musique The Rock d'Harry Gregson-Williams & Nick Glennie-Smith & Hans Zimmer |
| 2002  | Ballon  | Surrounded musique du film The Man in the Iron Mask de Nick Glennie-Smith                                              |
| 2001  | Cerceau | Barbarian Horde musique du film Gladiator de Hans Zimmer, Lisa Gerrard                                                 |
| 2001  | Corde   | Frenazo musique du film Bedazzled de Tony Phillips                                                                     |
| 2001  | Massues | Libertango de Astor Piazzolla                                                                                          |
| 2001  | Ballon  | The Skulls, The Race, Reprise musique du film The Skulls de Randy Edelman                                              |
| 2000  | Cerceau | Main Title musique du film Enemy of the State de Trevor Rabin & Harry Gregson-Williams                                 |
| 2000  | Corde   | Main Theme musique The Saint de Graeme Revell                                                                          |
| 2000  | Ballon  | Ispoved (Confession) de Bustrayakov                                                                                    |
| 2000  | Ruban   | The Tunnel Part 1 musique du film Enemy of the State de Harry Gregson-Williams & Trevor Rabin                          |
| 1999  | Cerceau | Mr. Mellow / Megalith de T-Square                                                                                      |
| 1999  | Corde   | Main Theme musique The Saint de Graeme Revell                                                                          |
| 1999  | Ballon  | Heat Miser de Massive Attack                                                                                           |
| 1999  | Ruban   | Grand Central (from Carlito's Way) de Patrick Doyle                                                                    |
| 1998  | Corde   | Luna de Paris de Raúl di Blasio                                                                                        |
| 1998  | Massues | Libertango de Astor Piazzolla                                                                                          |
| 1998  | Ballon  | Specialist (de The Specialist) de John Barry, Royal Philharmonic Orchestra                                             |
| 1998  | Ruban   | Grand Central (de Carlito's Way) de Patrick Doyle                                                                      |
| 1997  | Cerceau | An Unending Story musique du film Basic Instinct de Jerry Goldsmith                                                    |
| 1997  | Corde   | Gopak de Vladimir Bustriakov                                                                                           |
| 1997  | Massues | Libertango d'Astor Piazzolla                                                                                           |
| 1997  | Ruban   | Grand Central du film Carlito's Way de Patrick Doyle                                                                   |

## Résultats olympiques
| Année | Compétition | Lieu   | Musique                                              | Engin   | Note finale |
| ----- | ----------- | ------ | ---------------------------------------------------- | ------- | ----------- |
| 2000  | Olympique   | Sydney |                                                      | total   | 39.000      |
| 2000  | Olympique   | Sydney | Grand Central du film Carlito's Way de Patrick Doyle | Ruban   | 9.750       |
| 2000  | Olympique   | Sydney | Ispoved de Bustrayakov                               | Ballon  | 9.750       |
| 2000  | Olympique   | Sydney | Mr. Mellow / Megalith de T-Square                    | Cerceau | 9.750       |
| 2000  | Olympique   | Sydney | The Saint de Graeme Revell                           | Corde   | 9.750       |